# Li Ji (Archäologe)

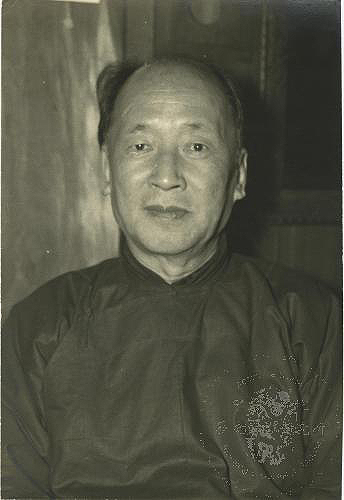
Li Ji (ca. 1940)

Li Ji (chinesisch 李濟 / 李济, Pinyin Lǐ Jì, Wade-Giles: Li Chi; * 12. Juli 1896 in Zhongxiang, Provinz Hubei; † 1. August 1979 in Taipeh) war ein chinesischer Archäologe, Ethnologe und Anthropologe. Er gilt als einer der Begründer der chinesischen Archäologie und war der erste Chinese, der moderne archäologische Ausgrabungen durchführte. Mit seinen Ausgrabungen bei Anyang trug er entscheidend zum Nachweis der Historizität der Shang-Dynastie bei.
Li Ji wurde als Sohn einer wohlhabenden Familie in der Provinz Hubei geboren. Nach dem Besuch der neu eingerichteten Tsinghua-Universität ging er 1918 in die Vereinigten Staaten, um an der Clark University in Massachusetts zu studieren. Dort erwarb er einen Bachelor in Psychologie und einen Master in Soziologie und begann danach ein Promotionsstudium in Anthropologie an der Harvard University. Zu seinen Lehrern gehörten Roland Dixon und Earnest Hooton, zudem besuchte er Vorlesungen zur Archäologie bei Alfred Tozzer. Li Ji schloss sein Studium 1923 mit einem PhD ab. Seine Doktorarbeit wurde später unter dem Titel The Formation of the Chinese People: an Anthropological Inquiry von Harvard University Press publiziert. Nach dem Abschluss seines Studiums in Harvard arbeitete er für eine kurze Zeit in der Freer Gallery of Art in Washington und kehrte dann nach China zurück. Dort unterrichtete er an der Nankai-Universität und führte 1925–26 im Süden der Provinz Shanxi Ausgrabungen zur Yangshao-Kultur durch. 1928 wurde er zum ersten Leiter der archäologischen Abteilung der Academia Sinica berufen und lehrte dann auch an der Qinghua-Universität.
Von 1928 bis 1937 leitete er die Ausgrabungen bei Anyang (Yinxu). Bei diesen  wurden über 300 Gräber, darunter auch vier Königsgräber, und die Überreste eines königlichen Palastes entdeckt. Zu den Funden gehörten unter anderem frühe Zeugnisse der chinesischen Bronzekunst und eine Vielzahl von beschriebenen Orakelknochen, die eine Frühform der chinesischen Schrift enthalten. Diese Ausgrabungen trugen entscheidend dazu bei, die bis zu diesem Zeitpunkt noch umstrittene Historizität der Shang-Dynastie zu etablieren. 1937 wurden die Ausgrabungen durch den Ausbruch des Zweiten Weltkrieges in China beendet und erst später nach Beendigung des Chinesischen Bürgerkriegs unter neuer Leitung wieder aufgenommen.
Nach der Machtübernahme der Kommunisten in China durch Mao Zedong floh Li Ji 1949 nach Taiwan und wurde dort 1950 der Leiter der Archäologie und Anthropologie an der Staatlichen Universität Taiwan in Taipeh.

## Werke
- The Formation of the Chinese People. An Anthropological Inquiry. Harvard University Press, Cambridge (Mass.), 1928, OCLC 562507377.
- The Beginnings of Chinese Civilization: three lectures illustrated with finds at Anyang. University of Washington Press, Seattle, 1957, OCLC 562507362.
- Anyang. University of Washington Press, Seattle, 1977, ISBN 0-7129-0804-8.